# Lao Chải, Mù Cang Chải
Lao Chải là một xã thuộc huyện Mù Cang Chải, tỉnh Yên Bái, Việt Nam.
Xã Lao Chải có diện tích 157,99 km², dân số năm 2019 là 8.848 người, mật độ dân số đạt 56 người/km².